# Tomáš Šimbera
Tomáš Šimbera (28. ledna 1817 Mělčany – 10. nebo 11. února 1885 Myslibořice) byl rakouský římskokatolický duchovní a politik české národnosti z Moravy; poslanec Moravského zemského sněmu.

## Biografie
Roku 1841 byl vysvěcen na kněze. Působil jako katolický kněz a farář v Myslibořicích. Byl též včelařem a publikoval odborné studie v oboru včelařství. Byl autorem sbírky pověr a pověstí.
V 70. letech se zapojil i do vysoké politiky. V zemských volbách v roce 1878 byl zvolen na Moravský zemský sněm, kde zastupoval kurii venkovských obcí, obvod Mor. Budějovice, Hrotovice, Náměšť. Mandát zde obhájil v zemských volbách v roce 1884. Poslancem byl do své smrti roku 1885. Pak ho na sněmu nahradil Jan Votava. V roce 1878 je označován za národního kandidáta (Národní strana, staročeská). Patřil mezi nejstarší zemské poslance, ale ještě během sněmovní sezóny 1884 se aktivně účastnil na práci sněmu.
Zemřel v únoru 1885 na mrtvici.